# Orvar Nybelin
Orvar Nybelin, född den 11 juni 1892 i Domkyrkoförsamlingen, Göteborg, död den 8 mars 1982 i Annedals församling, Göteborg, var en svensk zoolog.

## Biografi
Nybelin var son till handlanden och amatörbotanisten Ludvig Pontus Nybelin och Emelie Gornitzka. Han tog studentexamen vid Göteborgs högre latinläroverk år 1911 och började studera vid Uppsala universitet år 1911.
Som skolpojke intresserade sig Nybelin för dissektioner och skelettering vid den zoologiska avdelningen på Göteborgs museum. Han började forska om bandmaskar, cestader, och hans doktorsavhandling år 1922 handlade om Pseudophyllideer. År 1936 konstaterade Nybelin att kräftpesten orsakas av en vattenmögelsvamp. Nybelin deltog som marinbiolog i bland annat en svensk djuphavsexpedition och kom att beskriva flera nya fiskarter. Han medarbetade i det stora verket Fiskar och fiske i Norden (1942). Under åren 1937–1959 var Nybelin intendent och chef för Naturhistoriska museet i Göteborg och han fick professors namn år 1950.
Nybelin var 1920–1942 gift med Signe Katarina (Karin) Wahlqvist (född 1896, död 1942) och från 1944 gift med Gertrud Louise Friedericke Hildegard Dupel (född 1896, död 1989). Makarna är begravda på Östra kyrkogården i Göteborg.
Han var morbror till tonsättaren Maj Sønstevold